# Autobus Atac Lancia Omicron

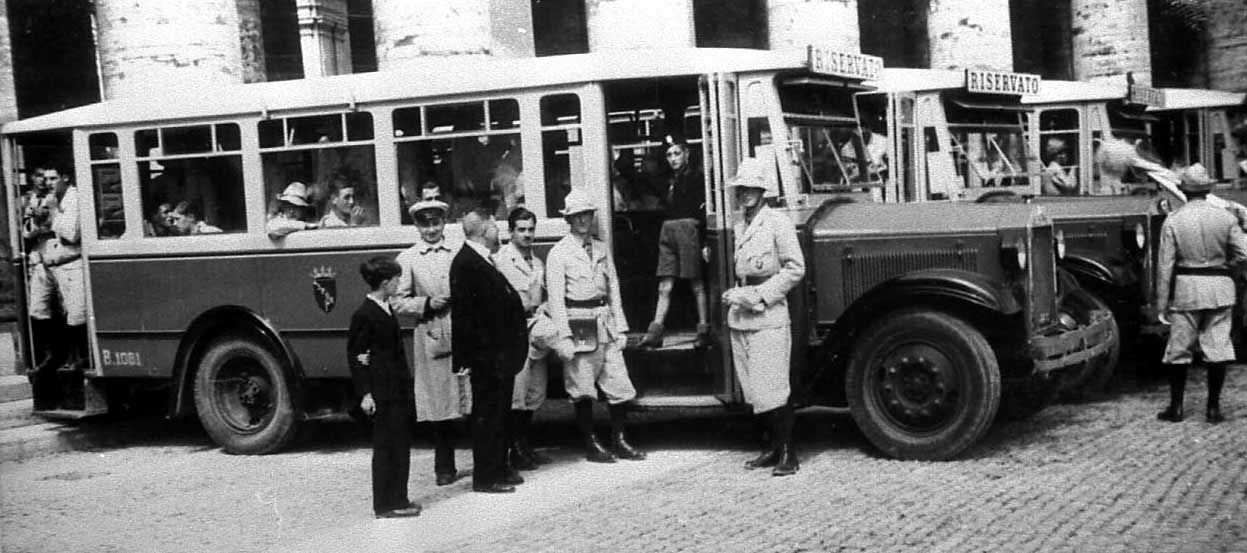
Omicron C del 1930 in piazza San Pietro

I Lancia Omicron furono un gruppo di 286 veicoli autobus adibiti al trasporto pubblico a Roma.

## Storia
Il 20 settembre 1927 l'ATAG assume il servizio autobus esercitato dalla Ugolini e provvede subito ad un ampliamento del parco commissionando alla Lancia un notevole quantitativo dei più moderni veicoli al momento in produzione, i piccoli ma efficienti Lancia Omicron. Ben più numerosi degli SPA si sono dimostrati oltremodo longevi, con parte delle vetture rimaste in servizio fino al 1957. Anche qui si ha la distinzione tra vetture corte, Omicron C, e vetture lunghe, Omicron L; i due tipi sono facilmente distinguibili per il fatto che, sulla fiancata lato porte, le prime dispongono di tre finestrini grandi ai quali se ne aggiungono due stretti alle estremità, mentre le lunghe hanno solo quattro finestrini grandi.

## Tecnica

### Prima fornitura (1928-1930)
Il telaio Omicron è lungo 8,3 metri nella versione corta e 9,53 metri in quella lunga e quasi tutte le carrozzerie sono costruite dalla Fratelli Macchi di Varese. Fa eccezione il gruppo delle 400, dotato di carrozzeria allestita da costruttore non noto nettamente differente in particolari e proporzioni da quelle di tutte le altre vetture, ad esempio nei tre finestrini grandi molto più vicini tra loro di quanto lo siano nelle altre serie.
Sono equipaggiati con il motore Lancia tipo 77, a sei cilindri da 7060 cm cubici e alimentazione a benzina. Questo motore, potente e di derivazione sportiva, si rivela rovinoso nell'economia di esercizio quando, negli anni successivi alla crisi economica del 1929, la benzina arriva a prezzi elevati (si parla di un prezzo al litro di circa 6-7 euro attuali); l'ATAG e la Lancia si rivolgono quindi all'alimentazione a gasolio. Dopo qualche tentativo di utilizzarlo negli usuali carburatori dei motori a ciclo Otto (ne abbiamo la testimonianza nella modifica apportata ad una vettura SPA con l'applicazione di un così detto gasificatore, apparato che da risultati praticamente nulli), la Lancia si orienta decisamente all'utilizzo del motore diesel acquistando alcuni brevetti dal costruttore tedesco Junkers, specializzato in motori di aviazione. Nasce così un singolare motore diesel, il Lancia-Junkers tipo 89, a due cilindri e due tempi con quattro pistoni da 3179 cm cubici,  capace di fornire 64 CV a 1500 g/min, applicato nel maggio 1933 alle vetture Omicron B 617, 631, 633 e 643 (Omicron 2C, sigla che sta per due cilindri). La potenza relativamente scarsa di questo motore induce a svilupparne un secondo tipo, il 90 a tre cilindri da 4770 cm cubici e 95 CV, applicato a partire dal 1935 agli Omicron del gruppo 200 (Omicron 3C). Il motore Junkers 90 si rivela però di costi elevati sia di acquisto che di manutenzione, sicuramente a causa della sua complessa meccanica, e anzi si racconta come solo pochi meccanici di particolare abilità fossero in grado di ripararlo.

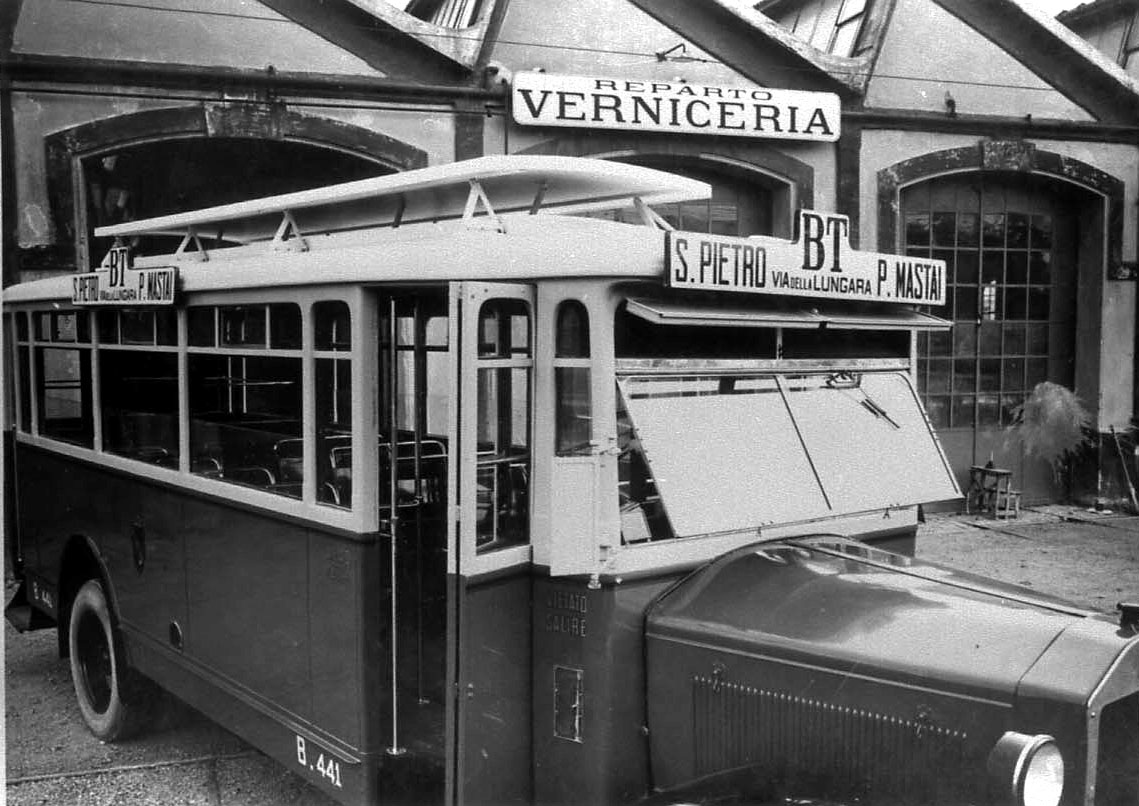
Vettura 441 dotata di lucernario apribile

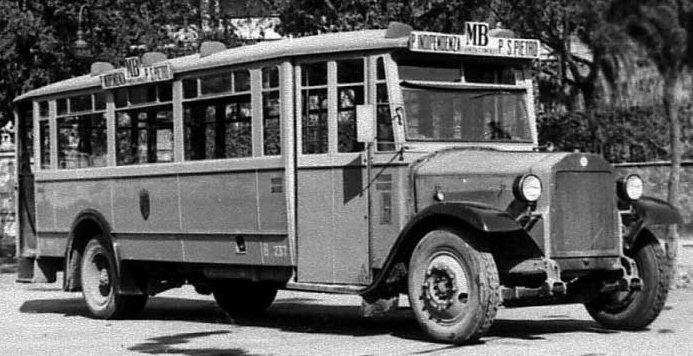
Vettura 237 con le bocchette di aerazione.

Punti deboli di queste vetture sono i sedili e i finestrini. I primi sono imbottiti con un rivestimento esterno in cuoio, disposti a poltroncina nella parte posteriore della corsia e fronte marcia nella parte anteriore. I secondi sono a vetro fisso con uno sportellino apribile nella parte superiore, del tutto insufficiente a garantire una buona ventilazione interna. La combinazione di questi due elementi provoca numerosi problemi nei mesi estivi a causa dell'odore del cuoio e della penetrazione dei fumi di scappamento, ancora posto in basso. I Lancia Omicron si rivelano quindi ottime vetture dal punto di vista meccanico ma lasciano molto a desiderare su comodità, ventilazione e capienza, imparagonabili a quelle delle vetture tranviarie lungo le linee centrali, dove l'autobus ha preso il posto del tram con la riforma tranviaria. Inoltre sono dotate di accesso anteriore e posteriore oltremodo stretti, chiuso il primo con porta a libretto ad azionamento meccanico e del tutto aperto il secondo. Per risolvere il problema della ventilazione interna sono studiati vari rimedi quali ventilatori interni, fissi e ruotanti, bocchette di aerazione e lucernari apribili sull'imperiale, che all'atto pratico si rivelano soltanto dei palliativi.

### Seconda fornitura (1931-1935)
Tra il 1931 e il 1933 l'ATAG fa costruire quattro vetture prototipo su specifiche elaborate in proprio, che prevedono una corsia viaggiatori più ampia, l'adozione di finestrini grandi e gli accessi di ampiezza tale da ammettere una porta a quattro antine chiudibili a libretto. L'esame della carrozzerie di queste vetture si presta ad una serie di considerazioni sulla storia dei rotabili su gomma in Italia.

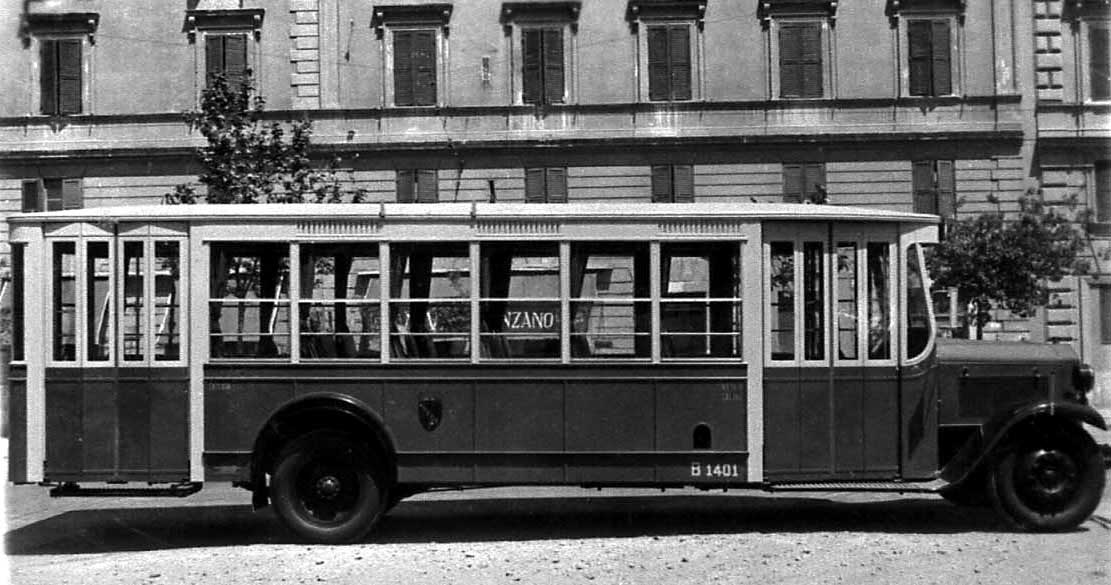
Il Lancia Omicron prototipo 1401.

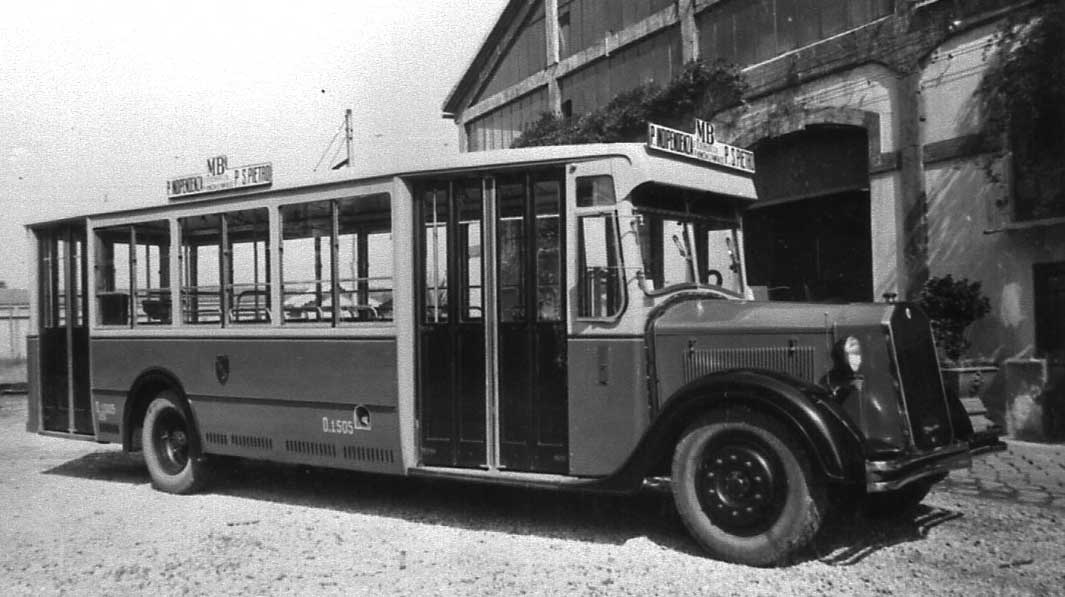
Una vettura di serie della seconda fornitura.

L'autobus, con i Lancia Omicron, ha senz'altro raggiunto rapidamente una notevole efficienza, ma lascia ancora a desiderare sulla comodità dei mezzi, specie in riguardo alla capienza e alla ventilazione e abbiamo visto come l'ATAG abbia tentato in vari modi di risolvere il problema, con scarso successo, visto che gli Omicron delle serie fino alla 1200 costruiti fino al 1930 sono dotati di finestrini di corsia e di piattaforma a vetro fisso, con uno sportellino apribile nella parte superiore, del tutto insufficiente a garantire una buona ventilazione nella vettura. I due prototipi 1401 e 1403 del 1931 si presentano invece con una soluzione che richiama la disposizione dei finestrini delle vetture tranviarie a carrelli di Milano, nella quale ogni vetro è suddiviso orizzontalmente in due parti e la parte superiore è abbassabile scorrendo nelle guide laterali, disposizione che non deve però piacere all'ATAG, visto che le due vetture seguenti della serie prototipo, la 1407 e probabilmente la 1405 (della quale non si hanno immagini) del 1932, peraltro su telaio Alfa Romeo, tornano a finestrini di dimensioni più ridotte, di forma pressoché quadrata e vetro apribile con scorrimento verticale. Ma nemmeno questa è la soluzione definitiva, visto che solo con la successiva e ultima vettura della serie, la Alfa Romeo 1409 del 1932, il finestrino dell'autobus assume la forma che, con piccole e non sostanziali varianti, manterrà per il successivo ventennio, fino all'avvento delle carrozzerie portanti nel 1959-60. Anche se in questo periodo qualche piccola serie di autobus, ad esempio tra i Fiat 656 a due e tre assi, si presenterà con finestrini diversi, il tipo di finestrino binato con una parte superiore del vetro abbassabile a scorrimento verticale, detto tipo Tifone, sarà il tipo di normale impiego non solo per gli autobus, ma anche per tutte le vetture filoviarie che verranno costruite fino al 1951. Ma i prototipi 1401 e 1403 sono notevoli anche per un altro aspetto: sono i primi rotabili su gomma di Roma che montano fin dall'origine porte a libretto a quattro antine ad entrambi gli accessi, con azionamento pneumatico, una soluzione che nel parco ATAG era stata utilizzata, fino a quel momento, solo sulla terza serie di motrici tramviarie MRS e che caratterizzerà poi indistintamente tutti gli autobus e filobus romani. Le porte sono inizialmente verniciate esternamente negli stessi colori e con lo stesso disegno delle fiancate della cassa, ma nelle serie successive appariranno in legno naturale lucido e come tali resteranno fin dopo la guerra, quando all'ATAC inizieranno a giocare con il colori e i tipi di porte cambiando più volte disposizione.
Sulla base dell'esperienza fatta sui prototipi, l'ATAG acquista un primo gruppo di quattro autobus su telaio Omicron L, che entrano in servizio nell'aprile del 1935, seguito entro maggio da un secondo gruppo di otto; tutti questi autobus sono equipaggiati in partenza con il motore diesel Lancia-Junkers 90 e sono numerati nel gruppo 1601-1623. Dal giugno al settembre entra in servizio un secondo gruppo, questa volta su telaio Omicron C con motore tipo 77 già predisposto ad alimentazione a gasogeno Imbert, 1801-1849. Entrambi i gruppi hanno le caratteristiche introdotte con i due prototipi del 1931 e del 1934; l'aria compressa per l'azionamento delle porte anteriore e posteriore è fornita da un piccolo compressore azionato dal motore; hanno servofreno a depressione tipo Dewambre-Corbetta agente sulle quattro ruote.

## Vicende
Utilizzati inizialmente sulle linee centrali gli Omicron vengono nei limiti del possibile relegati alle linee periferiche e a quelle di minor traffico man mano che entrano in servizio gli autobus Fiat e Alfa Romeo a due e a tre assi di grande capacità. Nei circa venticinque anni del loro servizio sono stati sottoposti ad una lunga serie di modifiche e adattamenti. A partire dal settembre 1933 su alcune vetture, quelle destinate a percorsi particolarmente lunghi (si sarà trattato dell'Autolinea Roma-Tivoli e di qualche collegamento periferico) è montato un serbatoio supplementare di carburante, della capacità di 120 litri, posto sulla sinistra della vettura simmetricamente a quello esistente e dotato di propria bocchetta di riempimento; i conducenti sono tenuti ad utilizzare un serbatoio per metà della giornata e l'altro serbatoio per la restante metà. Le prime vetture così modificate risultano essere le 409, 411, 801 e 1007. Per quanto riguarda gli interni i sedili imbottiti in cuoio verso la metà degli anni Trenta sono sostituiti dagli ordinari sedili in compensato tipo Roma. Sempre per la Roma-Tivoli alcune vetture sono modificate sopprimendo l'accesso posteriore, privo di porta, e ricavando al suo posto un vano per il trasporto di bagagli, biciclette e cani.

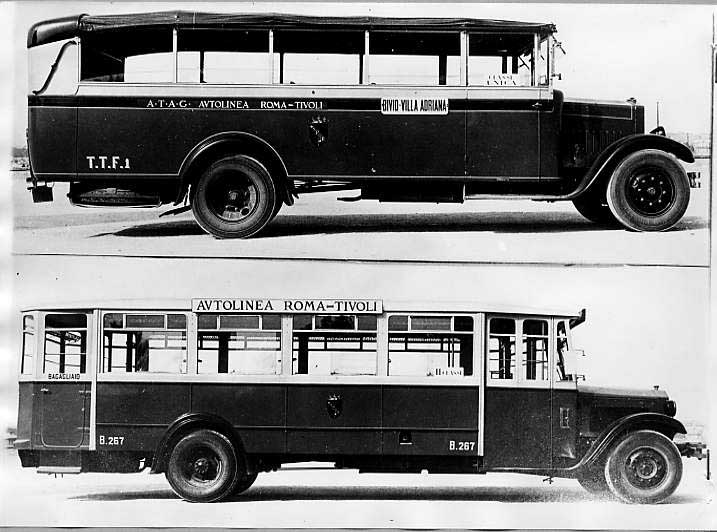
In basso un Lancia Omicron modificato con la trasformazione della piattaforma posteriore in bagagliaio.

Dopo il 1935, quando viene introdotta l'alimentazione a gasogeno, l'ATAG provvede all'applicazione di un carburatore supplementare applicato al condotto di aspirazione; questo carburatore, destinato ad essere alimentato dalla legna (detta carburante tipo Roma) dovrebbe servire a permettere la marcia del veicolo in caso di guasti all'apparato principale. La manovra di passaggio da gasogeno a carburante Roma non doveva essere delle più semplici, dato che costringeva l'autista ad aprire il cofano del motore e a spostare il tirante di comando dalla valvola a farfalla posta sul collettore del gas a quella del carburatore supplementare, oltre a spiombare e aprire un certo rubinetto; il sistema consentiva al veicolo la marcia per alcuni chilometri. Le vetture dotate di tale sistema erano contrassegnate con un segno distintivo costituito da un disco bianco con la scritta CR, applicato sui due lati del cofano del motore. La trovata del carburatore ausiliario appare come un ripiego per i vari casi di mancato funzionamento del gasogeno, ripiego che si dovette però rivelare di scarsa utilità se al maggio 1941 tutti i carburatori supplementari risultano eliminati dalle vetture. Dal giugno al settembre entra in servizio un secondo gruppo, questa volta su telaio Omicron C con motore tipo 77 già predisposto ad alimentazione a gasogeno Imbert. Entrambi i gruppi hanno le caratteristiche introdotte con i due prototipi del 1931 e del 1934; l'aria compressa per l'azionamento delle porte anteriore e posteriore è fornita da un piccolo compressore azionato dal motore; hanno servofreno a depressione tipo Dewambre-Corbetta agente sulle quattro ruote.
Dalla fine degli anni '30 molte vetture incidentate o danneggiate dagli eventi bellici vengono riutilizzate come veicoli di servizio di varia tipologia (autocarro, carro attrezzi, carri serbatoio per la pulizia dei binari, etc). Nel 1947 un lotto di 24 vetture risulta venduto a soggetto non identificato. Dopo la guerra tutto il parco viene normalizzato con l'alimentazione diesel. Gli ultimi Omicron sono ritirati dal servizio l'11 ottobre 1957.

## La prima vettura a gasogeno
Tra i Lancia Omicron è stata prescelta la prima vettura della rete di Roma da modificare per l'alimentazione del motore col sistema del gasogeno. La vettura prescelta è la B.1001, che con la trasformazione viene reimmatricolata come G.1001, messa in circolazione dal 20 agosto 1934 sulla linea CP (Colosseo-Prati, la futura 88 del dopoguerra). Per la sua trasformazione con il generatore brevetto Imbert si rende necessario intervenire sullo sbalzo posteriore, dotandolo di un piano di lamiera dotato di un incavo, necessario per il montaggio dell'alimentatore. Radicale è la trasformazione del motore, l'usuale Lancia-Junkers di derivazione sportiva caratteristico di questi veicoli, del quale viene notevolmente aumentato il rapporto di compressione con dei pistoni di maggiori dimensioni. Nell'impianto elettrico, allo scopo di poter vincere la maggiore resistenza prodotta dall'aumentato rapporto di compressione, l'usuale motorino di avviamento da 12 V è sostituito con un nuovo motorino a 24 V alimentato da due batterie da 12 V normalmente connesse in parallelo, ma che si mettono in serie quando si preme il bottone della messa in moto. Allo scopo di ottenere una velocità pari a quella ottenuta col motore a benzina viene aumentato il rapporto di trasmissione.

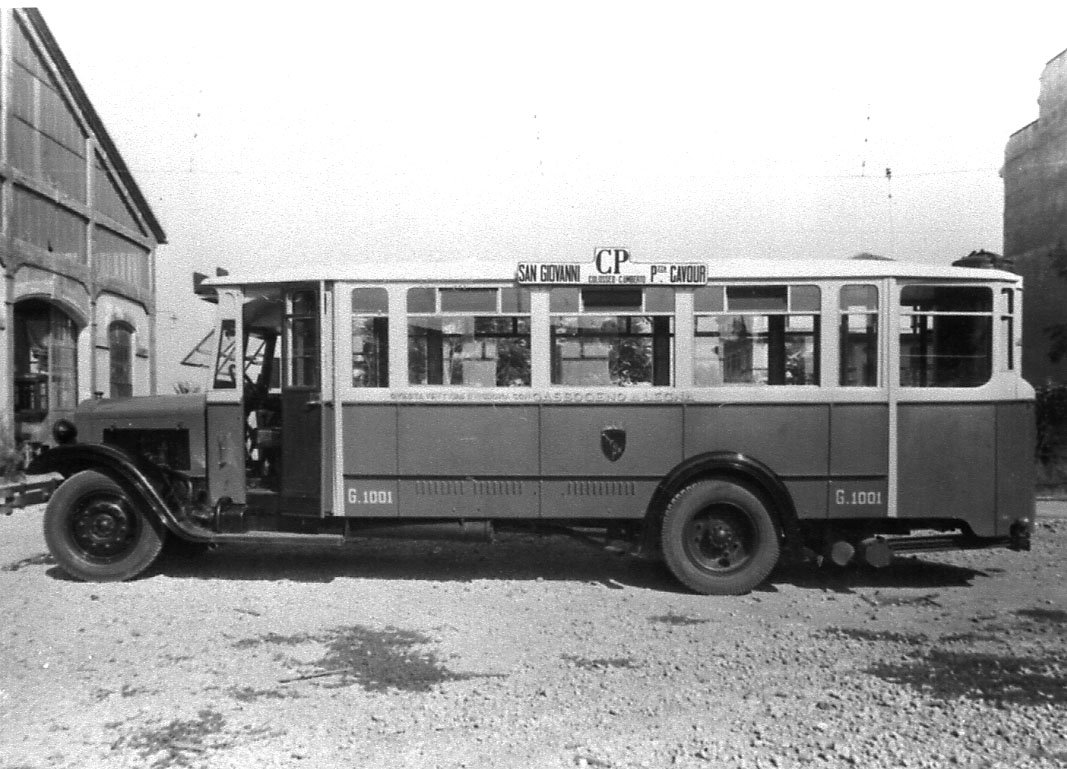
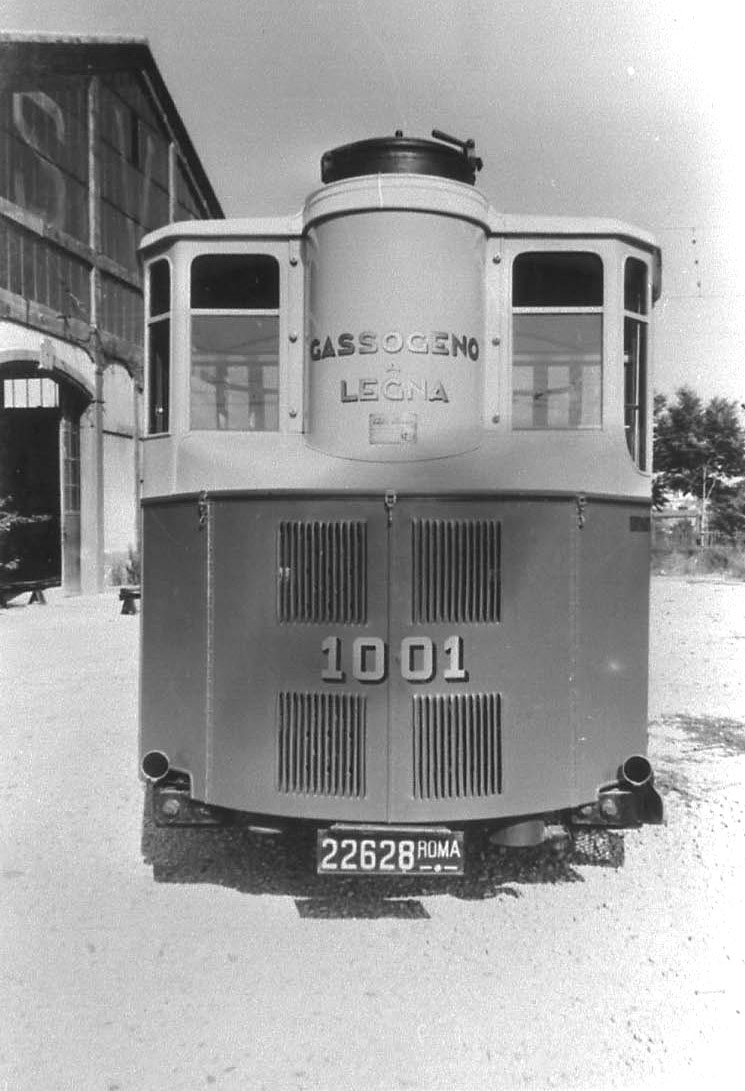
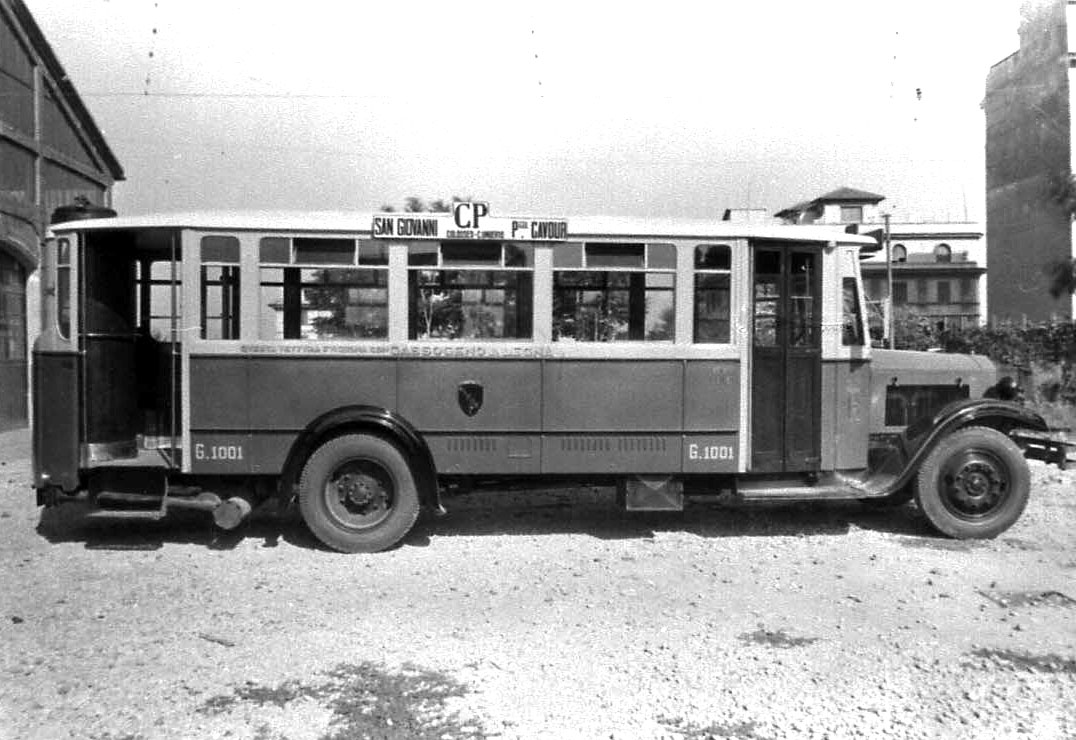

## Numerazione
Le vetture della prima fornitura sono immatricolate secondo i criteri stabili nel 1927, che assegna il centinaio pari agli autobus Lancia. I primi gruppi sono quindi numerati nei gruppi numerici 2xx, 4xx, 6xx, 8xx, 12xx. Nel 1932 tale criterio viene definitivamente abbandonato per la presenza dei veicoli Alfa Romeo e di numerosi torpedoni sperimentali, ma salvo il prototipo 1501 gli Omicron continuano a ricevere le numerazioni in centinaio pari, 14xx, 16xx, 18xx.
| num. eserc.  | q.tà | anno | telaio    | assi | carrozz.  | motore     | alim.* | pot. CV | lungh. mm | tara t. | nota |
| ------------ | ---- | ---- | --------- | ---- | --------- | ---------- | ------ | ------- | --------- | ------- | ---- |
| B.201-239    | 20   | 1928 | Omicron C | 2    | Macchi    | Lancia 77  | B      | 92      | 8300      |         | 1    |
| B.251-299    | 25   | 1928 | Omicron L | 2    | Macchi    | Lancia 77  | B      | 92      | 9530      | 6,3     | 2    |
| B.401-443    | 22   | 1928 | Omicron C | 2    |           | Lancia 77  | B      | 92      | 8300      |         | 3    |
| B.601-699    | 50   | 1928 | Omicron C | 2    | Macchi    | Lancia 77  | B      | 92      | 8300      |         | 3    |
| B.801-899    | 50   | 1929 | Omicron C | 2    | Macchi    | Lancia 77  | B      | 92      | 8300      |         | 3    |
| B.1001-1099  | 50   | 1930 | Omicron C | 2    | Macchi    | Lancia 77  | B      | 92      | 8300      |         | 3    |
| B.1201-1255  | 28   | 1930 | Omicron L | 2    | Macchi    | Lancia 77  | B      | 92      | 9530      |         | 3    |
| D.1401, 1403 | 2    | 1931 | Omicron L | 2    | Carminati | Lancia 77  | B      | 92      |           |         | 4    |
| D.1505       | 1    | 1934 | Omicron L | 2    |           | Junkers 90 | B      | 96      | 9850      |         | 5    |
| D.1601-1625  | 13   | 1935 | Omicron L | 2    | Carminati | Junkers 90 | B      | 96      |           | 7,7     | 6    |
| G.1801-1849  | 25   | 1935 | Omicron C | 2    | Carminati | Lancia 77  | B      | 96      |           | 7,2     |      |

1. Motore Lancia 77 sostituito da motore Lancia-Junkers 90 negli anni 1935-37. Indicate come Omicron L su documentazione ATAG 		(probabile errore).
2. Motore Lancia 77 sostituito da motore Lancia-Junkers 90 negli anni 1935-37. Vetture rimaste in servizio, in parte, fino al 1953, con motore Lancia 3Ro modificato per ciclo diesel ad iniezione diretta.
3. In parte convertite per l'alimentazione a gasogeno entro il 1938.
4. Motore Lancia 77 sostituito da motore Lancia-Junkers 90 nel 1937; carrozzeria di disegno diverso dallo standard romano, scompaiono prima della guerra.
5. Successivamente rinumerata 1625.
6. Vetture rimaste in servizio, in parte, fino al 1953, con motore modificato per iniezione diretta. La vettura 1625 è entrata in servizio nel 1934 con il numero 1505.